# Чемпионат мира по биатлону 1993
28-й чемпионат мира по биатлону прошёл в феврале 1993 года на горнолыжном курорте Боровец в Болгарии.
Первый чемпионат, в котором приняли участие сборные России, Украины, Беларуси, Чехии и Словакии, появившиеся как отдельные команды в результате геополитических изменений начала 90-х.

## Мужчины

### Спринт 10 км
| Место             | Страна   | Спортсмен            | Время   | Стрельба. |
| ----------------- | -------- | -------------------- | ------- | --------- |
| 1                 | Германия | Марк Кирхнер         | 27.30,5 | 0         |
| 2                 | Норвегия | Йон Оге Тюллум       | 27.44,9 | 1         |
| 3                 | Россия   | Сергей Тарасов       | 27.46,7 | 1         |
| 4                 | Норвегия | Эйрик Квальфосс      | 27.55,7 | 2         |
| 5                 | Россия   | Сергей Чепиков       | 28.02,2 | 1         |
| 6                 | Италия   | Пьеральберто Каррара | 28.04,5 | 3         |
| 7                 | Словения | Урош Велепец         | 28:04,8 | 1         |
| 8                 | Россия   | Валерий Кириенко     | 28.15,1 | 2         |
| Финишный протокол |          |                      |         |           |

### Индивидуальная гонка на 20 км
| Место             | Страна   | Спортсмен        | Время    | Стрельба |
| ----------------- | -------- | ---------------- | -------- | -------- |
| 1                 | Италия   | Андреас Цингерле | 53.05,4  | 1        |
| 2                 | Россия   | Сергей Тарасов   | 53.49,9  | 2        |
| 3                 | Россия   | Сергей Чепиков   | 54.38,3  | 1        |
| 4                 | Норвегия | Эйрик Квальфосс  | 54.38,35 | 3        |
| 5                 | Австрия  | Людвиг Гредлер   | 55.36,9  | 4        |
| 6                 | Германия | Рикко Гросс      | 55.41,4  | 2        |
| Финишный протокол |          |                  |          |          |

### Эстафета 4 Х 7,5 км
| Место             | Страна   | Спортсмен                                                                | Время     | Стрельба |
| ----------------- | -------- | ------------------------------------------------------------------------ | --------- | -------- |
| 1                 | Италия   | Вильфрид Палльхубер Йоханн Пасслер Пьеральберто Каррара Андреас Цингерле | 1:32,18.3 | 0+0      |
| 2                 | Россия   | Валерий Медведцев Валерий Кириенко Сергей Тарасов Сергей Чепиков         | 1:32,55.0 | 0+0      |
| 3                 | Германия | Свен Фишер Франк Лук Марк Кирхнер Йенс Штайниген                         | 1:32,57.9 | 0+0      |
| 4                 | Беларусь | Игорь Хохряков Вадим Сашурин Александр Попов Виктор Майгуров             | 1:34,17.0 | 0+1      |
| 5                 | Украина  | Виталий Могиленко Тарас Дольный Валентин Джима Иван Максимов             | 1:34,20.9 | 0+0      |
| 6                 | Швеция   | Ульф Йохансен Торд Викстен Лейф Андерссон Микаэль Лёфгрен                | 1:34,23.5 | 0+1      |
| Финишный протокол |          |                                                                          |           |          |

### Командная гонка
| Место | Страна   | Спортсмен                                                     | Время | Стрельба |
| ----- | -------- | ------------------------------------------------------------- | ----- | -------- |
| 1     | Германия | Фриц Фишер Франк Лук Штефан Хоос Свен Фишер                   | …     | …        |
| 2     | Россия   | Алексей Кобелев Валерий Кириенко Сергей Ложкин Сергей Чепиков | …     | …        |
| 3     | Франция  | Жиль Марге Тьерри Дюссерр Ксавье Блонд Лионель Лоран          | …     | …        |

## Женщины

### Спринт 7,5 км
| Место             | Страна   | Спортсмен        | Время   | Стрельба. |
| ----------------- | -------- | ---------------- | ------- | --------- |
| 1                 | Канада   | Мириам Бедар     | 21:01.9 | 0+0       |
| 2                 | Россия   | Надежда Таланова | +16.6   | 0+1       |
| 3                 | Россия   | Елена Белова     | +19.8   | 0+1       |
| 4                 | Франция  | Анн Бриан        | +25.5   | 0+0       |
| 5                 | Франция  | Дельфин Бурле    | +27.6   | 0+0       |
| 6                 | Германия | Петра Беле       | +29.6   | 0+1       |
| Финишный протокол |          |                  |         |           |

### Индивидуальная гонка на 15 км
| Место             | Страна    | Спортсмен           | Время   | Стрельба |
| ----------------- | --------- | ------------------- | ------- | -------- |
| 1                 | Германия  | Петра Беле          | 50:32.9 | 0+0+0+1  |
| 2                 | Канада    | Мириам Бедар        | +14.7   | 0+0+1+0  |
| 3                 | Беларусь  | Светлана Парамыгина | +1:43.7 | 0+1+2+0  |
| 4                 | Финляндия | Пирьо Аальто        | +2:36.8 | 0+0+1+1  |
| 5                 | Франция   | Дельфин Бурле       | +2:37.5 | 0+1+0+1  |
| 6                 | Чехия     | Эва Гакова          | +2:53.8 | 1+2+0+1  |
| Финишный протокол |           |                     |         |          |

### Эстафета 4×7,5 км
| Место             | Страна   | Спортсмен                                                              | Время     | Стрельба |
| ----------------- | -------- | ---------------------------------------------------------------------- | --------- | -------- |
| 1                 | Чехия    | Яна Кульгава Иржина Адамичкова Ивета Книжкова Ева Гакова               | 1:52,08.6 | 0+1      |
| 2                 | Франция  | Коринн Ниогре Вероник Клодель Дельфин Бурле Анн Бриан                  | 1:52,56.2 | 1+0      |
| 3                 | Россия   | Светлана Панютина Надежда Таланова Ольга Симушина Елена Белова         | 1:52,58.9 | 0+1      |
| 4                 | Германия | Уши Дизль Антье Харви Сильке Хумманик Петра Беле                       | 1:55,14.1 | 0+4      |
| 5                 | Беларусь | Наталья Пермякова Наталья Сычёва Наталья Рыженкова Светлана Парамыгина | 1:55,16.9 | 3+0      |
| 6                 | Украина  | Надежда Белова Ирина Корчагина Елена Огурцова Елена Петрова            | 1:55,21.8 | 0+0      |
| Финишный протокол |          |                                                                        |           |          |

### Командная гонка
| Место             | Страна   | Спортсмен                                                              | Время   | Стрельба |
| ----------------- | -------- | ---------------------------------------------------------------------- | ------- | -------- |
| 1                 | Франция  | Натали Бозирэ Дельфин Бурле Анн Бриан Коринн Ниогре                    | 53:58.1 | 1+0+1+1  |
| 2                 | Беларусь | Наталья Пермякова Наталья Сычёва Наталья Рыженкова Светлана Парамыгина | 54:00.5 | 2+2+0+0  |
| 3                 | Польша   | Зофья Келпинска Кристина Либерда Анна Стера Хелена Миколайчик          | 55:30.4 | 0+0+0+4  |
| 4                 | Норвегия | Асе Идланд Аннетта Сиквеланн Хильдегунн Фоссен Анне Эльвебакк          | 55:32.5 | 0+3+0+3  |
| 5                 | Россия   | Анфиса Резцова Светлана Панютина Елена Белова Ольга Симушина           | 56:34.5 | 4+0+1+3  |
| 6                 | Украина  | Надежда Белова Елена Огурцова Елена Петрова Ирина Корчагина            | 57:04.4 | 1+0+1+3  |
| Финишный протокол |          |                                                                        |         |          |

## Зачёт медалей
| Место | Страна   | Золото | Серебро | Бронза | Итого |
| ----- | -------- | ------ | ------- | ------ | ----- |
| 1     | Германия | 3      | 0       | 1      | 4     |
| 2     | Италия   | 2      | 0       | 0      | 2     |
| 3     | Франция  | 1      | 1       | 1      | 3     |
| 4     | Канада   | 1      | 1       | 0      | 2     |
| 5     | Чехия    | 1      | 0       | 0      | 1     |
| 6     | Россия   | 0      | 4       | 4      | 8     |
| 7     | Беларусь | 0      | 1       | 1      | 2     |
| 8     | Норвегия | 0      | 1       | 0      | 1     |
| 9     | Польша   | 0      | 0       | 1      | 1     |